# Magnus Bahne
Magnus Bahne (Kaarina, 15 de março de 1979) é um futebolista finlandês que já atuou no FC Inter Turku, no Halmstads BK, e na Seleção sub-21 da Finlândia.

## Carreira em clube
Bahne começou a carreira no FC Inter Turku e aos 20 anos tornou-se o guarda-redes número um da equipa. Em 2007, ele assinou com o Halmstads BK na Allsvenskan sueca. Ele foi julgado no Charlton em 2001, no Fredrikstad FK em 2005 e no IK Start em 2006.
Ao se transferir em 2007 para o Halmstads BK, ele imediatamente assumiu a posição de goleiro número um e um dos melhores goleiros do campeonato.
Durante a temporada de 2007, ele se machucou contra o IFK Göteborg (1–3) em agosto. Mais tarde, foi revelado que ele havia rompido o ligamento cruzado anterior e não poderia jogar até depois da Euro 2008. Mesmo tendo perdido grande parte da temporada de 2007 devido à lesão, ele foi eleito o goleiro do ano (o melhor da Suécia) no Fotbollsgala anual de 2007. Ele se recuperou com sucesso da lesão no verão de 2008, jogando 19 partidas e recuperando a posição de número um em Halmstad. Em 2009, ele disputou 27 partidas na Allsvenskan.
Em 1 de setembro de 2009, Bahne anunciou que não assinaria um novo contrato com o Halmstads BK e que deixaria o clube após a temporada, afirmando que queria tentar jogar em uma liga maior.
Em 30 de janeiro de 2010, o Assyriska FF confirmou que assinou com Bahne.

Depois de apenas uma temporada no Assyriska, Bahne assinou um contrato de um ano com o seu antigo clube, o FC Inter Turku, em 8 de novembro de 2010.